# Halerpestes
Halerpestes Greene – rodzaj roślin należący do rodziny jaskrowatych (Ranunculaceae Juss.). Obejmuje co najmniej 8 gatunków występujących naturalnie w Azji i obu Amerykach.

## Systematyka
Pozycja według APweb (2001...) – aktualizowany system APG II
Rodzaj z podrodziny Ranunculoideae Arnott, rodziny jaskrowatych (Ranunculaceae) z rzędu jaskrowców (Ranunculales), należących do kladu dwuliściennych właściwych (eudicots). 
Pozycja w systemie Reveala (1993-1999)
Gromada: okrytonasienne (Magnoliophyta Cronquist), podgromada Magnoliophytina Frohne & U. Jensen ex Reveal, klasa Ranunculopsida Brongn., podklasa jaskrowe (Ranunculidae Takht. ex Reveal), nadrząd Ranunculanae Takht. ex Reveal), rząd jaskrowce (Ranunculales Dumort.), podrząd Ranunculineae Bessey in C.K. Adams, rodzina jaskrowate (Ranunculaceae Juss.).
Wykaz gatunków
- Halerpestes cymbalaria (Pursh) Greene
- Halerpestes exilis (Phil.) M.N.Tamura
- Halerpestes filisecta L.Liou
- Halerpestes kawakamii (Makino) Tamura
- Halerpestes lancifolia (Bertol.) Hand.-Mazz.
- Halerpestes ruthenica (Jacq.) Ovcz.
- Halerpestes sarmentosa (Adams) Kom.
- Halerpestes tricuspis (Maxim.) Hand.-Mazz.